# Патрік Мораз
Патрік Філіпп Мораз (фр. Patrick Philippe Moraz; нар. 24 червня 1948, Вілла-Сент-Круа, Швейцарія) — швейцарський клавішник, композитор, аранжувальник, автор текстів, продюсер.

## Біографія
Отримавши музичну освіту по класу фортепіано, Патрік 1971 року розпочав професійну музичну кар'єру створивши джаз-рокову формацію Mainhorse. Паралельно у цей період він почав складати музику до фільмів, дебютувавши звуковою доріжкою до стрічки режисера Ален Таннера «La Salamandre». Саме такого роду діяльність принесла Моразу у наступні роки міжнародну славу, а серед фільмів, до яких він написав музику, були, наприклад, «Le milieu du monde» (1974, режисер Ален Таннер), «Le chemin perdu» (1979, режисер Патриція Мораз) та «Stepfather» (1986, режисер Доналд Вестлейк). 1973 року Мораз разом з колишнім учасником гурту The Nice Лі Джексоном (Lee Jackson) — гітара, бас, вокал та Брайном Дейвсоном (Brian Davison) — ударні, утворив тріо Refugee. На своєму єдиному альбомі «Refugee», що з'явився 1974 року, формація запропонувала епічну музику, яка нагадувала творчість Yes та Emerson, Lake & Palmer. Після розпаду тріо Мораз на два роки зв'язався з гуртом Yes, з якою записав альбом «Relayer», а пізніше присвятив себе сольній кар'єрі.
На своєму дебютному альбомі «Story Of I» він презентував мішанину з сучасного року та вишуканого джазу. Подібна музика звучала і на наступній платівці «Out In The Sun». Однак незабаром Патрік засумував за атмосферою, що існувала у гурті, і 1978 року приєднався до The Moody Blues, де грав на клавішних. Співпраця з новими колегами пройшла без проблем аж до 1991 року, коли Мораз подав позов до суду, домагаючись відшкодування у 500 тисяч доларів за порушення усної домовленості й несправедливого усунення його від американського турне гурту. Після цього бурхливого періоду музикант перебрався до Ріо-де-Жанейро і в багатьох своїх наступних творах використав ритміку південноамериканської музики.

## Дискографія
- 1972: Mainhorse (разом з гуртом Mainhorse)
- 1974: Refugee (разом з гуртом Refugee)
- 1976: Story Of I
- 1977: Out In The Sun
- 1978: Patrick Moraz III
- 1979: Future Memories — Live On TV
- 1980: Coexistence (дует Moraz/Syrinx)
- 1982: The Story Of Patrick Moraz
- 1984: Music For Piano & Drums (дует Patrick Moraz/Bill Bruford)
- 1984: Timecode
- 1984: Future Memories II
- 1984: Future Memories I & II
- 1985: Flags (дует Patrick Moraz/Bill Bruford)
- 1987: Human Interface
- 1993: Sacrifice
- 1994: Window Of Time
- 1995: PM in Princeton
- 2000: Resonance
- 2003: ESP
- 2005: «Truffles»